# Avro Baby
Die Avro 534 Baby war ein einmotoriger, einsitziger Doppeldecker des britischen Herstellers Avro aus den 1920er Jahren. Fast jede der 12 gebauten 534 war ein Unikat, für Avro ein Versuchsträger für weitere Entwicklungen von leichten Flugzeugen.
Obwohl die Avro 534 nicht in großen Stückzahlen hergestellt worden war, legte Avro mit diesem Flugzeug den Grundstein für eine neue Bewegung, die Leichtfliegerei, die 7 Jahre später in England einen Höhepunkt erreichte.

## Geschichte

### Erste Versionen
Nach dem Ende des Ersten Weltkrieges wandte sich Alliott Verdon Roe mit seiner Firma wieder kleinen, leichten und mit relativ schwachen Motoren ausgestatteten Flugzeugen zu. Die Eckdaten, die Roe sich gesetzt hatte, waren nicht mehr als 750 kg Gewicht bei einer Motorleistung von etwa 20–30 PS. Avro-Chefkonstrukteur Roy Chadwick hingegen tendierte zu Maschinen mit größerer Tragfähigkeit und Motorleistungen um 40–50 PS.
Letztendlich war die Entwicklung der Maschine von der Verfügbarkeit der Triebwerke abhängig. Zur Verfügung stand ein wassergekühlter 35,5 PS starker Green-Motor (es ist überliefert, dass dieser Motor bereits im ersten Exemplar des Avro Type D eingebaut gewesen war). So entstand ein Entwurf der „kleinen“ Avro um diesen Motor herum, ein einstieliger, mit Draht verspannter Doppeldecker mit gleicher Spannweite der oberen und unteren Tragfläche. Das Triebwerk wurde beim Hersteller Green Engine Company generalüberholt und mit Aluminium-Kolben, neuer Kurbelwelle, Schiebersteuerung und einem Öldruckregler ausgestattet.
Zunächst sollte das Flugzeug die Bezeichnung „The Popular“ erhalten, um zu dokumentieren, dass diese Maschine für die breite Masse bestimmt sein sei, aber kurz darauf entschied man sich bei Avro für den Namen „Baby“. Als festgestellt wurde, dass der Entwurf mit dem Motor harmonierte, wurden neue und leichtere Green-Motoren bei der Firma Peter Brotherhood Ltd. in Peterborough bestellt.
Der Erstflug des Prototyps am 30. April 1919 war ein Desaster; er endete nach 2 Minuten, nachdem Pilot H.A. Hamersley versehentlich nach dem Start die Zündschalter umlegte, die Maschine konnte auf Grund der zu geringen Höhe von etwa 90 Metern nicht mehr abgefangen werden und wurde beim unvermeidlichen Absturz zerstört.
Mit der ersten Serienmaschine jedoch lieferte Hamersley durch den Gewinn verschiedener Rennveranstaltungen den Beweis, dass die Baby keineswegs eine untermotorisierte Maschine war.
Auffällig lackiert und mit großen Lettern „Avro Baby“ auf dem Rumpf, wurde die Maschine nach Amsterdam zu einer Luftfahrtausstellung, der „First Air Traffic Exhibition“, geflogen.
Danach folgten – nach ein paar Modifikationen im Bereich der Höhensteuerung – Luftakrobatik-Shows an der Südküste Englands, um dort für die Avro Transport Company zu werben, die gewerbsmäßige Publikumsflüge mit der Avro 504 durchführte.
Mit dieser Maschine stürzte Roy Chadwick am 13. Januar 1920 ab, dabei wurde sie vollständig zerstört; nur der Motor blieb unbeschädigt. Um diesen Motor wurde ein neues „Baby“ aufgebaut und einige Detailverbesserungen in diese Maschine eingearbeitet. Im April 1920 erwarb Avro-Chefpilot Bert Hinkler dieses Flugzeug von seinem Arbeitgeber und startete damit am 31. Mai zu einem Aufsehen erregenden Nonstop-Flug von Croydon nach Turin (etwa 1.050 km) in 9 Std. 30 Min. Am 24. Juli wurde Hinkler mit der „Baby“ Zweiter beim Aerial Derby in Hendon.
Später modifizierte Hinkler seine Maschine so, dass eine Person auch unter widrigen Bedingungen in der Lage war, selbst schwierige Wartungsarbeiten am Motor allein durchzuführen und startete am 11. April 1921 zu einem 800 Meilen-Flug quer durch Australien von Sydney zu seiner Heimatstadt Bundaberg. Später verunglückte Hinkler mit dieser Maschine, danach wurde sie verkauft, mit Schwimmern versehen und nahm so als „Darsteller“ in einem Film teil. Nach den Dreharbeiten sollte sie in Neuguinea fliegen, erwies sich aber als ungeeignet. So erhielt die Maschine erneut ein Radfahrwerk, wechselte noch mehrfach den Besitzer, konnte aber der Nachwelt erhalten bleiben: das Flugzeug mit der wechselhaften Geschichte befindet sich heute im Queensland Museum in Brisbane.

### Verbesserte Versionen
Das nächstgebaute Exemplar (April 1919) erhielt einen Doppelschwimmer, verbunden mit einer Kürzung der unteren Tragfläche und einer erforderlichen Abwinkelung der Tragflächenstützen. Außerdem wurde sie mit anderen Seiten- und Höhenrudern als ihr Vorgänger versehen. Dieses Wasserflugzeug, Avro 534 A Water Baby genannt, zeigte beachtliche Flugleistungen.
Die drittgebaute Maschine erfuhr erneut Änderungen, so die Rückkehr zu den bewährten runden Seiten- und Höhenrudern sowie einen sperrholzverkleideten Rumpf. Diese Avro 534B war die Maschine, die Hinklers 534 beim Aerial Derby 1920 geschlagen hatte. Jedoch stürzte das Flugzeug kurz nach diesem Rennen auf dem Weg zu einem weiteren Wettbewerb ab.
Die im Juli 1920 vorgestellte Maschine Nummer 4, genannt Avro 543 Baby war eine weitere Variation des Grundmodells. Es handelte sich um einen Zweisitzer, Pilot und Passagier fanden Platz in einem vergrößerten Einzelcockpit. Die 543 zeigte zwar ansprechende Flugleistungen, errang jedoch auf Grund technischer Defekte in mehreren Wettbewerben keinerlei Erfolge. So wurde sie verkauft; der neue Besitzer ersetzte den Green-Motor durch einen luftgekühlten A.D.C. Cirrus I, was Avro inspirierte, eine Version der Baby mit diesem Motor zu bauen. Das Projekt mit der Bezeichnung Avro 534G wurde jedoch nie realisiert.
Eine weitere Maschine erhielt die Bezeichnung Avro 534C; ihre Tragflächen waren verkürzt für die Teilnahme am Aerial Derby 1921, an dem sie letztendlich nicht teilnahm, da Hinkler sie bei den Rennvorbereitungen notwassern musste.
Die nächste Maschine, Avro 534D – Erstflug am 14. September 1921 – war eine tropentaugliche Spezialausführung auf Wunsch eines Kunden, der dieses Flugzeug in der Gegend von Kalkutta bis 1928 einsetzte. Unter anderem war bei der 534D ein Gepäckfach hinter dem Cockpit eingebaut.
Die geplante Version Avro 534E mit faltbaren Tragflächen wurde ebenso wenig realisiert wie das Projekt Avro 534F, eine Variante mit einem 100 hp (101,4 PS) Bristol-Lucifer-Motor.
Bei einem weiteren Exemplar handelte es sich um eine Standard-Baby, die von der russischen Regierung gekauft wurde. Der Überführungsflug im Juni 1922 von London nach Moskau durch einen russischen Piloten war übrigens der erste Flug zwischen diesen beiden Hauptstädten.
Die letzte hergestellte 534 war eine Sonderanfertigung eines Wasserflugzeuges mit der Ausrüstung als Foto-Beobachter für die vierte Antarktis-Expedition von Ernest Shackleton. Die Anforderungen an die 554 Antarctic Baby waren außergewöhnlich – sie musste für den Schiffstransport platzsparend zerlegbar sein und wegen der extremen Minustemperaturen mit Handschuhen montierbar sein. So wurden bei dieser Maschine übergroße Schrauben verwendet, und die Maschine wich neben dem Doppelschwimmer auch in einigen anderen Details von der Standard-Baby ab. Die Verwendung eines 80 hp (81,1 PS) Le Rhone-Umlaufmotors erforderte die komplette Umgestaltung der Nasensektion.
Zum Einsatz kam die Antarctic-Baby jedoch nicht, da Shackleton auf Grund von bei der Abfahrt in London aufgetretenen Maschinenproblemen mit seinem Schiff seinen geplanten Kurs auf dem Weg zum Südpol ändern musste und den Hafen von Kapstadt, wo Teile der Maschine, die dort deponiert waren, nicht übernehmen konnte. Das Flugzeug wurde verkauft, und nach einigen Tests mit einem Radfahrwerk erfolgte eine Umrüstung auf ein Skifahrwerk. Die Maschine wurde in Neufundland bis 1927 zur Beobachtung von Robben verwendet.
Ein Unikum soll nicht unerwähnt bleiben: Der Brite H.G. Leigh verwendete im Dezember 1920 eine Avro 534 Baby als Basis für eine ungewöhnliche Maschine. Er entfernte die obere Tragfläche und ersetzte diese durch sechs sehr schmale, gestaffelt angebrachte Einzelflächen. Auf einem zeitgenössischen Foto ist der Erbauer zusammen mit Bert Hinkler neben seiner eigentümlichen Konstruktion, „dem Multiple Aerofoil Baby“, zu erkennen.
Bei Avro war eine weitere Variante der 534 projektiert, die 554, ein Zweisitzer auf Basis der Baby mit einem Le Rhone-Motor. Dieses Projekt wurde jedoch nie realisiert.

## Aufbau
Die Avro 534 Baby war ein einstieliger Doppeldecker mit einem stoffbespannten Holzrumpf, auch die Holz-Tragflächen waren stoffbespannt mit Querrudern an allen vier Flächen. Das Fahrwerk bestand aus einem zweirädrigen, starren Hauptfahrwerk sowie einem starren Hecksporn.

## Technische Daten

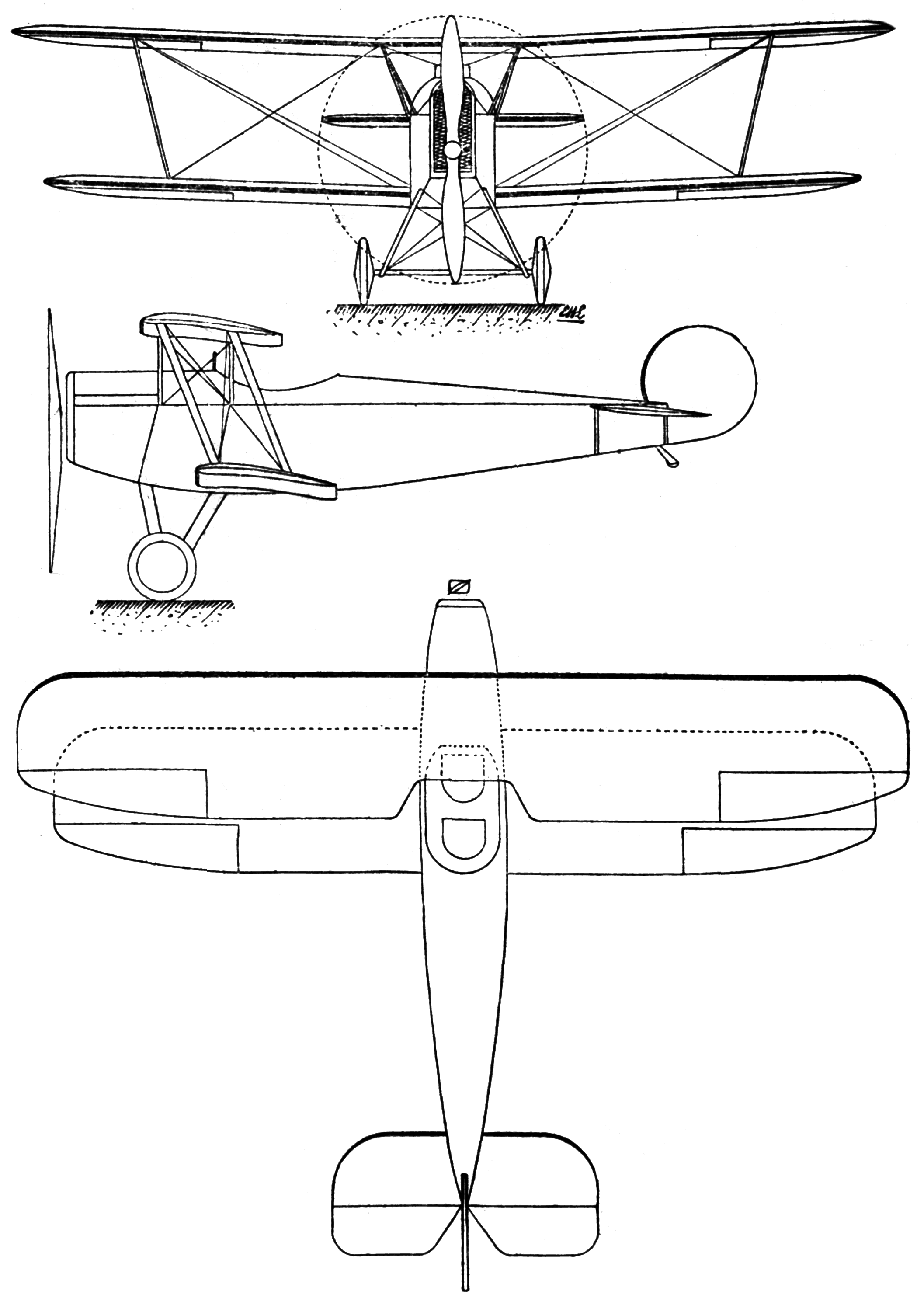
Dreiseitenriss

| Kenngröße             | Avro 534                           | Avro 534C                          | Avro 534D                          | Avro 543                                                                                      | Avro 554                                |
| --------------------- | ---------------------------------- | ---------------------------------- | ---------------------------------- | --------------------------------------------------------------------------------------------- | --------------------------------------- |
| Besatzung             | 1                                  | 1                                  | 1                                  | 1                                                                                             | 1                                       |
| Länge                 | 5,33 m                             | 5,33 m                             | 5,33 m                             | 5,33 m                                                                                        | 6,83 m                                  |
| Spannweite oben       | 7,62 m                             | 6,09 m                             | 7,62 m                             | 7,62 m                                                                                        | 7,62 m                                  |
| Spannweite unten      | 7,62 m                             | 5,49 m                             | 5,49 m                             | 7,01 m                                                                                        | 8,0 m                                   |
| Höhe                  | 2,29 m                             | 2,29 m                             | 2,29 m                             | 2,29 m                                                                                        | 3,12 m                                  |
| Flügelfläche          | 16,73 m²                           |                                    | ca. 16,4 m²                        | ca. 16,4 m²                                                                                   | 17,15 m²                                |
| Leermasse             | 283 kg                             |                                    | 298 kg                             | 286 kg                                                                                        | 445 kg                                  |
| max. Startmasse       | 389 kg                             |                                    | 431 kg                             | 440 kg (mit A.D.C.-Motor)                                                                     | 712 kg                                  |
| Antrieb               | ein Green-Motor; 26,1 kW (35,5 PS) | ein Green-Motor; 26,1 kW (35,5 PS) | ein Green-Motor; 26,1 kW (35,5 PS) | ein Green Motor; 26,1 kW (35,5 PS) alternativ: ein A.D.C. Cirrus I-Motor; 44,74 kW (60,83 PS) | ein Le Rhone-Motor; 67,11 kW (91,25 PS) |
| Höchstgeschwindigkeit | 126 km/h                           |                                    |                                    | 132 km/h (158 km/h mit dem A.D.C.-Motor)                                                      | 145 km/h                                |
| Reisegeschwindigkeit  | 113 km/h                           |                                    |                                    | 113 km/h (mit Green-Motor)                                                                    | 113 km/h                                |
| Steigrate             | 152 m/min                          |                                    |                                    | 137 m/min                                                                                     | 101 m/min                               |
| Reichweite            | ca. 390 km                         |                                    | ca. 600 km                         | ca. 360 km                                                                                    | ca. 305 km                              |